# جرالدین بروکس (هنرپیشه)
جرلدین بروکس (انگلیسی: Geraldine Brooks؛ ۲۹ اکتبر ۱۹۲۵ – ۱۹ ژوئن ۱۹۷۷) یک هنرپیشه اهل ایالات متحده آمریکا بود. وی بین سال‌های ۱۹۴۷ تا ۱۹۷۶ میلادی فعالیت می‌کرد.

## بخشی از فیلمشناسی
از فیلم‌ها یا برنامه‌های تلویزیونی که وی در آن نقش داشته‌است می‌توان به آثار زیر اشاره کرد.
- تسخیرشده (فیلم ۱۹۴۷) (۱۹۴۷)
- چالشی برای لسی (۱۹۴۹)
- آتشفشان (فیلم ۱۹۵۰) (۱۹۵۰)
- بونانزا (۱۹۶۱–۱۹۶۶)
- ویرجینیایی (۱۹۶۳)
- چاپارل (مجموعه تلویزیونی) (۱۹۶۷)